# Michael Keaton
Michael John Douglas, bolj znan kot Michael Keaton, ameriški igralec * 5. september 1951, Robinson Township, Pennsylvania, ZDA.                                                                          
Najprej je Keaton zaslovel z igranjem vlog v komedijah CBS All's Fair in Ura Mary Tyler Moore ter  komičnimi filmskimi vlogami v Nočna izmena (1982), Gospa mama (1983), Nevarni Johnny (1984) in Beetlejuice (1988). Dodatno priznanje si je prislužil z dramatično upodobitvijo naslovnega junaka v filmu Batman (1989) in Vrnitev Batmana (1992) Tima Burtona.
Od takrat je Keaton igral in nastopal v različnih filmih, od dram in romantičnih komedij do trilerjev in akcijskih filmov, kot so Clean in Treber (1988), Veliko veselja do ničesar (1993), Moje življenje (1993), Papir (1994), Množnost (1996), Jackie Brown (1997), Herbie: Popolnoma naložen (2005), Drugi fantje (2010), Spotlight (2015), Ustanovitelj (2016), Spider-Man: Vrnitev domov (2017) in Poskus Čikaga 7 (2020). Priskrbel je tudi glasove za like v animiranih filmih, kot so Porco Rosso (1992), Avtomobili (2006), Zgodba igrač 3 (2010) in Minioni (2015).
Leta 2014 je Keaton dobil priznanje kritikov za nastop v črnokomičnem filmu Birdman, osvojil je nagrado zlati globus za najboljšega igralca v filmskem muzikalu ali komediji in prejel nominacijo za oskarja za najboljšega igralca. Pred tem je prejel nominacijo za zlati globus za nastop v filmu Live from Baghdad (2002) in nominacijo za Screen Actors Guild Award za film Podjetje (2007). Keatonu so na filmskem festivalu v Hollywoodu podelili nagrado za poklicne dosežke.  
18. januarja 2016 je bil Keaton imenovan za častnika reda umetnosti in književnost v Franciji. Je tudi gostujoči učenjak na univerzi Carnegie Mellon.
Keaton je ločen in ima enega sina, Seana, ki je tudi igralec.   